# To Be Loved (álbum)
To Be Loved (en español: Ser amado) es el octavo álbum de estudio del cantante y compositor canadiense Michael Bublé. El álbum ha sido lanzado en el Reino Unido el 15 de abril de 2013, antes de la emisión en Canadá el 22 de abril y los Estados Unidos el 23 de abril. 
El álbum fue precedido por el lanzamiento del primer sencillo, la composición original "It's a Beautiful Day", lanzado el 25 de febrero de 2013. El álbum cuenta con cuatro canciones originales y versiones de diez.

## Lista de canciones
| N.º | Título                                                                | Escritor(es)                                         | Duración |  |
| 1.  | «You Make Me Feel So Young»                                           | Mack Gordon and Josef Myrow                          | 3:06     |  |
| 2.  | «It's a Beautiful Day»                                                | Michael Bublé, Amy Foster and Alan Chang             | 3:19     |  |
| 3.  | «To Love Somebody»                                                    | Barry Gibb and Robin Gibb                            | 3:15     |  |
| 4.  | «Who's Lovin You»                                                     | William "Smokey" Robinson                            | 2:56     |  |
| 5.  | «Something Stupid» (featuring Reese Witherspoon)                      | Clarence Carson Parks                                | 2:58     |  |
| 6.  | «Come Dance with Me»                                                  | Jimmy Van Heusen and Sammy Cahn                      | 2:46     |  |
| 7.  | «Close Your Eyes»                                                     | Michael Bublé, Alan Chang and Jann Arden Richards    | 3:33     |  |
| 8.  | «After All» (featuring Bryan Adams)                                   | Alan Chang, Steven Sater y Jim Vallance              | 3:38     |  |
| 9.  | «Have I Told You Lately that I Love You?» (with Naturally 7)          | Scotty Wiseman                                       | 3:26     |  |
| 10. | «To Be Loved»                                                         | Berry Gordy Jr., Gwendolyn Gordy Fuqua y Tyran Carlo | 3:41     |  |
| 11. | «You've Got a Friend in Me»                                           | Randy Newman                                         | 3:26     |  |
| 12. | «Nevertheless (I'm in Love with You)» (featuring The Puppini Sisters) | Bert Kalmar and Harry Ruby                           | 2:56     |  |
| 13. | «I Got It Easy»                                                       | Michael Bublé, Tom Jackson y Alan Chang              | 3:39     |  |
| 14. | «Young at Heart»                                                      | Johnny Richards y Carolyn Leigh                      | 3:43     |  |

| Deluxe edition bonus tracks |                                    |                                              |             |          |  |
| N.º                         | Título                             | Escritor(es)                                 | Producer(s) | Duración |  |
| 15.                         | «Be My Baby»                       | Phil Spector, Jeff Barry and Ellie Greenwich |             | 2:48     |  |
| 16.                         | «It's a Beautiful Day» (Swing Mix) | Michael Bublé, Bob Rock and Alan Chang       |             | 4:17     |  |
| 17.                         | «My Melancholy Baby»               | Ernie Burnett, George A. Norton              |             | 3:29     |  |

## Posicionamiento en listas
| Listas (2013)                                          | Mejor posición |
| ------------------------------------------------------ | -------------- |
| Australia (Australian Albums Chart)                    | 1              |
| Austria (Ö3 Austria)                                   | 1              |
| Bélgica Belgian Albums (Ultratop Flanders)             | 1              |
| Bélgica Belgian Albums (Ultratop Valona)               | 4              |
| Canadá (Billboard Canadian Albums)                     | 1              |
| Chile (Chilean Albums)                                 | 1              |
| Dinamarca (Hitlisten)                                  | 2              |
| Países Bajos (Album Top 100)                           | 1              |
| Alemania (Media Control Charts) (Media Control Charts) | 2              |
| Finlandia (Suomen Virallinen Lista)                    | 2              |
| Francia (SNEP)                                         | 4              |
| Hungría (AHRC)                                         | 1              |
| Irlanda (IRMA)                                         | 1              |
| Italia (FIMI)                                          | 3              |
| México (Mexican Albums Chart)                          | 1              |
| Nueva Zelanda (New Zealand Albums Chart)               | 1              |
| Noruega (VG-lista)                                     | 2              |
| Polonia (ZPAV)                                         | 9              |
| Portugal (AFP)                                         | 1              |
| Escocia (Scottish Albums Chart)                        | 1              |
| España (PROMUSICAE)                                    | 4              |
| Suecia (Sverigetopplistan)                             | 3              |
| Suiza (Schweizer Hitparade)                            | 1              |
| Taiwán Taiwanese International Albums Chart            | 16             |
| Hong Kong (Hong Kong Albums) (HMV Overall Charts)      | 1              |
| Reino Unido (UK Albums Chart)                          | 1              |
| Estados Unidos (Billboard 200)                         | 1              |